# Piper parvilimbum
Piper parvilimbum är en pepparväxtart som beskrevs av C. Dc.. Piper parvilimbum ingår i släktet Piper och familjen pepparväxter. Inga underarter finns listade i Catalogue of Life.